# No More Mr. Nice Guy
No More Mr. Nice Guy è un singolo di Alice Cooper tratto dall'album Billion Dollar Babies del 1973.

## Tracce
1. No More Mr. Nice Guy – 3:06 (Alice Cooper, Michael Bruce)
2. Raped and Freezin' – 3:19 (Alice Cooper)

## Classifiche
| Anno | Nazione     | Posizione |
| ---- | ----------- | --------- |
| 1973 | Paesi Bassi | 6         |
| 1973 | Regno Unito | 10        |
| 1973 | Germania    | 10        |
| 1973 | Austria     | 14        |
| 1973 | Irlanda     | 18        |
| 1973 | Stati Uniti | 25        |

## Cover
I seguenti artisti hanno realizzato una cover del brano No More Mr. Nice Guy:
- I Megadeth per la colonna sonora del film Shocker (1989).
- Pat Boone nell'album In a Metal Mood: No More Mr. Nice Guy (1997).
- Aleš Brichta nell'album Ráno ve dveřích armády spásy (1996).